# Veauce
 Veauce  es una población y comuna francesa, situada en la región de Auvernia, departamento de Allier, en el distrito de Montluçon y cantón de Ébreuil.

## Demografía
| 75 | 60 | 44 | 36 | 30 | 46 |
| Para los censos de 1962 a 1999 la población legal corresponde a la población sin duplicidades (Fuente: INSEE [Consultar]) |    |    |    |    |    |